# 三坑里
24°50′48″N 121°15′15″E / 24.8465413°N 121.2540523°E
三坑里是臺灣桃園市龍潭區的一個里，本里劃有22個鄰，總人口1,740人。

## 教育

### 國民小學
- 桃園市龍潭區三坑國民小學（页面存档备份，存于）

## 觀光
- 三坑老街
- 石門大圳
- 三坑自然生態公園